# Energia (Plattform)
Die Energia-Plattform ist eine aus Soft- und Hardware bestehende Physical-Computing-Plattform. Die Plattform ist verwandt mit der Arduino-Plattform und unterscheidet sich von dieser in der verwendeten Hardwarebasis. Als Hardware nutzbar sind verschiedene Varianten der Launchpad genannten Eval-Boards des Herstellers Texas Instruments mit den Prozessorarchitekturen TI MSP430 und Arm Cortex-M4. Da die Entwicklungsumgebung auf der Arduino-Plattform basiert, können für Arduino erstellte Programme leicht auf die Energia-Plattform portiert werden.
Die Hardware besteht aus einfachen I/O-Boards mit einem Mikrocontroller und analogen und digitalen Ein- und Ausgängen. Die Entwicklungsumgebung verwendet die Programmiersprache Processing, die auch technisch weniger Versierten den Zugang zur Programmierung und zu Mikrocontrollern erleichtern soll. Energia kann verwendet werden, um eigenständige interaktive Objekte zu steuern oder um mit Softwareanwendungen auf Computern zu interagieren.